# Frank Sinatra Sings for Only the Lonely
Frank Sinatra Sings for Only the Lonely è un album del crooner statunitense Frank Sinatra, pubblicato nel 1958 dalla Capitol Records.

## Il disco
L'arrangiatore di questo album è di nuovo, dopo un periodo di stacco, Nelson Riddle.
La collaborazione Sinatra/Riddle raggiunge il suo culmine in questo album di dodici tracce del 1958. L'interpretazione penetrante e piena di sentimento di Sinatra si può sentire a pieno qui. Riddle lavorò con la più ampia orchestra con cui avesse mai lavorato (includeva una sezione di fiati completa e file di archi), ricreando le atmosfere di Chopin, Ravel e Debussy.
Le canzoni sono alcune "canzoni da saloon" (come le definiva Sinatra): One For My Baby, Angel Eyes; e standard degli anni quaranta, come Gone With the Wind e What's New. Le canzoni sono estese, per i canoni di Sinatra, e si ha anche un esperimento di pop moderno: Ebb Tide. Riddle non diresse però l'orchestra: andò in tour con Nat King Cole dopo la prima seduta, che si rivelò un mezzo disastro.
L'album raggiunse la prima posizione nella Billboard 200, la quinta nella Official Albums Chart vincendo il Disco d'oro e vince il Grammy Hall of Fame Award 1999.

## Tracce

### Lato A
1. Only the Lonely - 4:10 - (Cahn, Van Heusen)
2. Angel Eyes - 3:46 - (Dennis, Brent)
3. What's New? - 5:13 - (Haggart, Burke)
4. It's a Lonesome Old Town - 4:18 - (Tobias, Kisco)
5. Willow Weep for Me - 4:19 - (Ronell)
6. Good-Bye - 5:45 - (Jenkins)

### Lato B
1. Blues in the Night - 4:44 - (Arlen, Mercer)
2. Guess I'll Hang My Tears Out to Dry - 4:00 - (Cahn, Styne)
3. Ebb Tide - 3:18 - (Maxwell, Sigman)
4. Spring is Here - 4:47 - (Hart, Rodgers)
5. Gone with the Wind - 3:15 - (Wrubel, Magidson)
6. One For My Baby (And One More For The Road) - 4:23 - (Arlen, Mercer)

### Canzoni aggiunte successivamente
1. Sleep Warm - (Spence, Keith, Bergman)
2. Where or When - (Hart, Rodgers)

## Musicisti
- Frank Sinatra - voce;
- Nelson Riddle - arrangiamenti;
- Felix Sletkin - direzione;
- Bill Miller - pianoforte;
- Gus Bivona - sassofono contralto.